# Olimpiada Języka Łacińskiego
Olimpiada Języka Łacińskiego – przedmiotowa olimpiada szkolna z zakresu języka łacińskiego, organizowana corocznie od 1982 r. Przeznaczona jest dla uczniów szkół średnich. Organizatorem zawodów jest Polskie Towarzystwo Filologiczne – Societas Philologa Polonorum. Jej uczestnicy powinni wykazać się umiejętnością przekładu tekstu łacińskiego na język polski, znajomością gramatyki łacińskiej oraz lektur obowiązkowych i dodatkowych na tematy związane z kulturą, historią i literaturą antyczną. Olimpiada jest finansowana przez Ministerstwo Edukacji Narodowej na podstawie wyników otwartego konkursu ofert.

## Historia

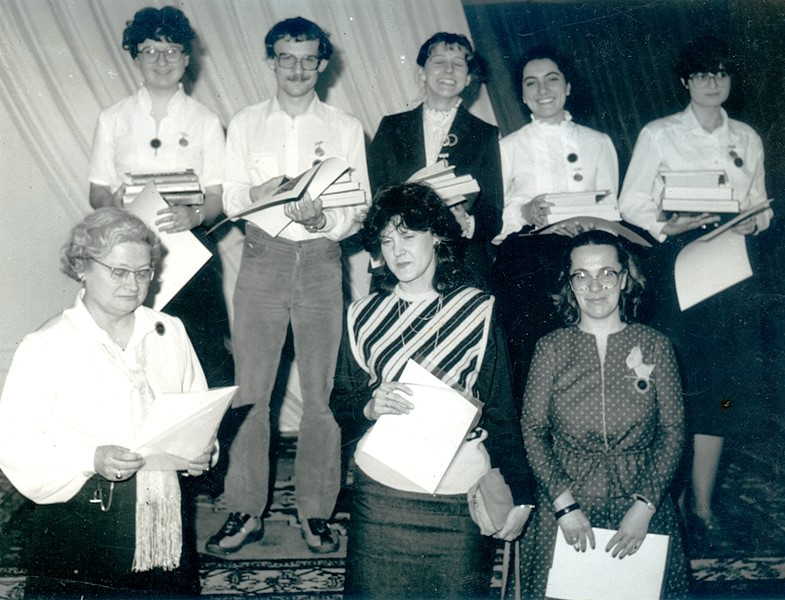
Dr Wanda Popiak podczas zakończenia I Olimpiady (1983)

Po wieloletnich staraniach działaczy Polskiego Towarzystwa Filologicznego (prof. K. Kumanieckiego, dr W. Popiak, mgr I. Borzymińskiej – Maj), w roku 1981 ówczesne władze oświatowe wyraziły zgodę na powołanie Ogólnopolskiej Olimpiady Języka Łacińskiego. W roku 1982 na wniosek Polskiego Towarzystwa Filologicznego, powołany został przez ministra oświaty i wychowania – Komitet Główny Olimpiady Języka Łacińskiego z siedzibą w Warszawie na pierwszą, pięcioletnią kadencję.
Pierwszy Komitet Główny Olimpiady liczył 14 osób w tym:
- Przewodniczący: doc. dr hab. Herbert Myśliwiec (UWr),
- Wiceprzewodnicząca: doc. dr hab. Alicja Szastyńska-Siemion (UWr),
- Kierownik organizacyjny: dr Wanda Popiak (IPS MOiW, Warszawa),
- Sekretarz: mgr Grażyna Kania (XXXIII LO, Warszawa).Profesor Herbert Myśliwiec podczas zakończenia V Olimpiady (1987)

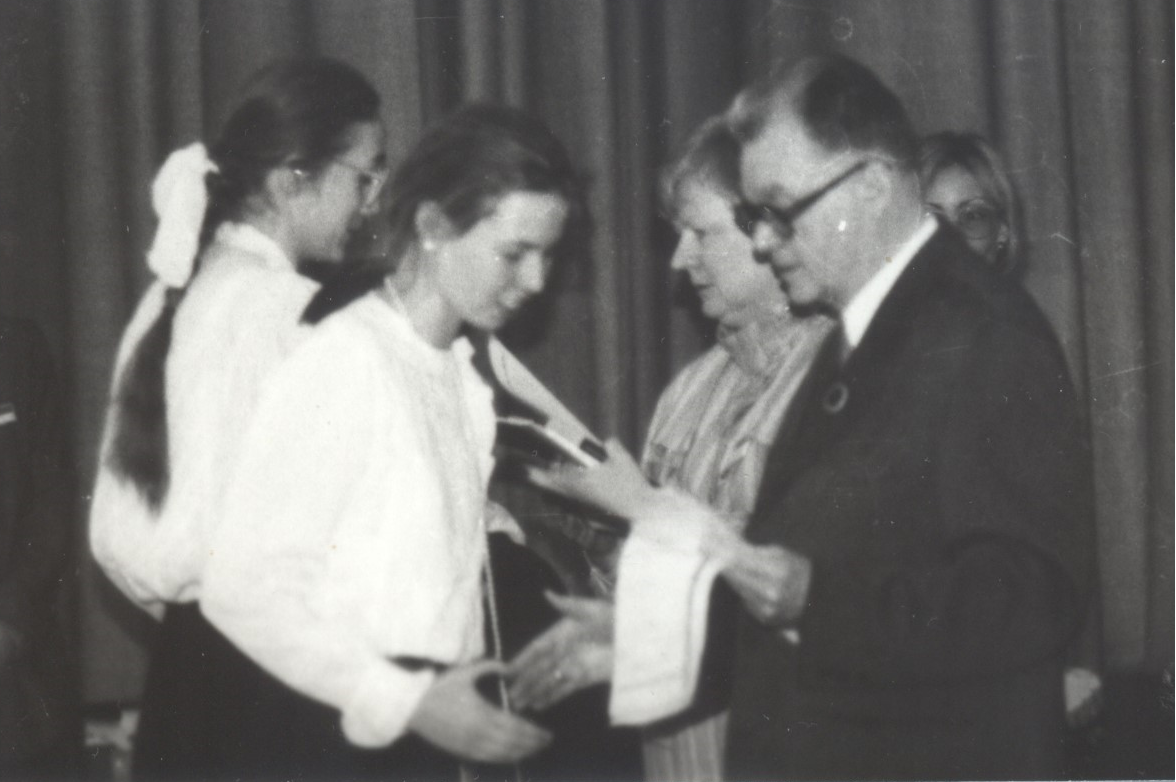
Profesor Herbert Myśliwiec podczas zakończenia V Olimpiady (1987)

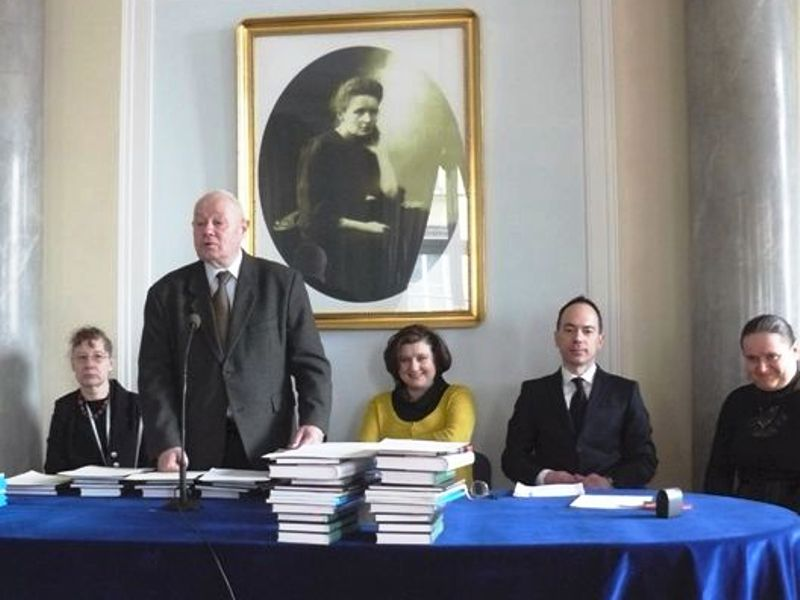
Profesor Marian Szarmach podczas zakończenia XXXI Olimpiady (2013)

Finał pierwszej Olimpiady odbył się w kwietniu 1983 roku w Warszawie z udziałem 39 finalistów, spośród których wyłoniono 5 laureatów. Uroczyste zakończenie miało miejsce 16 kwietnia 1983 roku w Sali Lustrzanej Pałacu Staszica w Warszawie.
Komitet Główny Olimpiady powołuje obecnie Polskie Towarzystwo Filologiczne. Olimpiada odbywa się nieprzerwanie każdego roku do dziś.

## Organizacja[4]
Podstawą prawną działania Olimpiady Języka Łacińskiego jest Rozporządzenie Ministra Edukacji Narodowej z dnia 18 sierpnia 2017 r. zmieniającego rozporządzenie w sprawie organizacji oraz sposobu przeprowadzania konkursów, turniejów i olimpiad. Szczegółowe zasady organizacji Olimpiady określa regulamin zatwierdzony przez Polskie Towarzystwo Filologiczne.
Uczestnikami Olimpiady mogą być uczniowie szkół średnich, którzy wykazują zainteresowanie nauką języka łacińskiego i kulturą antyczną. Uczestnicy Olimpiady powinni wykazać się umiejętnością poprawnego tłumaczenia tekstu łacińskiego na język polski, znać fleksję i składnię języka łacińskiego oraz wykazać się znajomością lektury obowiązkowej i dodatkowej.
Uczestnicy Olimpiady mogą posługiwać się słownikiem łacińsko-polskim w wersji papierowej na potrzeby tłumaczenia tekstu łacińskiego podczas każdego etapu zawodów.
Olimpiada jest trójstopniowa i składa się z etapu szkolnego, okręgowego i centralnego.

### Etap szkolny
Zawody I stopnia zwane etapem szkolnym polegają na tłumaczeniu na język polski spreparowanego tekstu łacińskiego opartego na oryginale. Zakres wiedzy gramatycznej potrzebny do przetłumaczenia tekstu jest zgodny z podstawą programową nauczania języka łacińskiego i kultury antycznej (nową i obowiązującą) w szkołach ponadgimnazjalnych i ponadpodstawowych. Jest to zakres wystarczający do uzyskania oceny bardzo dobrej na zakończenie nauki przedmiotu.

### Etap okręgowy
Zawody II stopnia zwane etapem okręgowym polegają na tłumaczeniu tekstu łacińskiego na język polski i rozwiązaniu testu gramatycznego w części pisemnej oraz odpowiedzi przez zakwalifikowanych uczestników na 5 pytań w części ustnej zawodów. Zakres wiedzy gramatycznej potrzebny do przetłumaczenia tekstu oraz rozwiązania testu jest zgodny z podstawą programową nauczania języka łacińskiego w szkołach ponadgimnazjalnych i ponadpodstawowych w zakresie rozszerzonym. Jest to zakres wystarczający do uzyskania oceny celującej na zakończenie nauki przedmiotu. Eliminacje II stopnia odbywają się w siedmiu okręgach: Kraków – UJ, Łódź – UŁ, Poznań UAM, Toruń -UMK, Warszawa-UW, Wrocław – UWr, Lublin – KUL.

### Etap centralny
Zawody III stopnia zwane etapem centralnym polegają na tłumaczeniu tekstu łacińskiego na język polski w części pisemnej oraz odpowiedzi przez zakwalifikowanych uczestników na 5 pytań w części ustnej zawodów. Zakres wiedzy gramatycznej potrzebny do przetłumaczenia tekstu jest zgodny z podstawą programową nauczania języka łacińskiego w szkołach ponadpodstawowych w zakresie rozszerzonym. Jest to zakres wystarczający do uzyskania oceny celującej na zakończenie nauki przedmiotu.

### Finaliści i laureaci
Finalistami Olimpiady zostają uczestnicy, którzy osiągnęli liczbę punktów każdorazowo określoną przez Komitet Główny, ale nie mniejszą niż 35% maksymalnej liczby punktów możliwych do uzyskania. Laureatami Olimpiady zostają uczestnicy, którzy uzyskali punktację zapewniającą im 10 pierwszych miejsc w etapie centralnym.
Uprawnienia Finalistów i Laureatów określa Rozporządzenie Ministra Edukacji Narodowej z dnia 30 kwietnia 2007 r. w sprawie warunków i sposobu oceniania, klasyfikowania i promowania uczniów i słuchaczy oraz przeprowadzania sprawdzianów i egzaminów w szkołach publicznych (Dz.U. nr 83, poz. 562 z późn. zm.). Laureaci i finaliści olimpiady zwolnieni są z egzaminu maturalnego z języka łacińskiego.
Laureaci, którzy zajęli pierwsze 5 miejsc w Olimpiadzie, uczestniczą w międzynarodowych zawodach Certamen Ciceronianum, odbywających się rokrocznie w Arpino we Włoszech, rodzinnym mieście Marka Tuliusza Cycerona.
Laureaci zapraszani są do udziału w letnim obozie Wioska olimpijska organizowanym przez Stowarzyszenie Naukowe Collegium Invisibile pod patronatem rektorów uniwersytetów Jagiellońskiego oraz Warszawskiego.